# ISO 3166-2:ID
ISO 3166-2:ID is een ISO-standaard met betrekking tot de zogenaamde geocodes. Het is een subset van de ISO 3166-2 tabel, die specifiek betrekking heeft op Indonesië.
De gegevens werden tot op 23 november 2017 geüpdatet op het ISO Online Browsing Platform (OBP). Er worden gedefinieerd:
- 7 geografische eenheden - geographical unit (en) / unité géographique (fr) -
- 32 provincies - province (en) / province (fr) / provinsi (id) -
- 1 speciale regio - special region (en) / région spéciale (fr) / daerah istimewa (id) -
- 1 hoofdstedelijk district - capital district (en) / district de la capitale (fr) / daerah khusus ibukota (id) -

Volgens de eerste set, ISO 3166-1, staat ID voor Indonesië, het tweede gedeelte is een tweeletterige code.

## Codes
| Code  | Indonesische naam   | Nederlandse naam       | Categorie            | Deel van |
| ----- | ------------------- | ---------------------- | -------------------- | -------- |
| ID-JW | Jawa                | Java                   | geografische eenheid |          |
| ID-BT | Banten              |                        | provincie            | ID-JW    |
| ID-JK | Jakarta, D.I.K.     | Jakarta                | speciaal district    | ID-JW    |
| ID-JB | Jawa Barat          | West-Java              | provincie            | ID-JW    |
| ID-JT | Jawa Tengah         | Midden-Java            | provincie            | ID-JW    |
| ID-JI | Jawa Timur          | Oost-Java              | provincie            | ID-JW    |
| ID-YO | Yogyakarta, D.I.    | Yogyakarta             | speciale regio       | ID-JW    |
| ID-KA | Kalimantan          |                        | geografische eenheid |          |
| ID-KB | Kalimantan Barat    | West-Kalimantan        | provincie            | ID-KA    |
| ID-KS | Kalimantan Selatan  | Zuid-Kalimantan        | provincie            | ID-KA    |
| ID-KT | Kalimantan Tengah   | Midden-Kalimantan      | provincie            | ID-KA    |
| ID-KI | Kalimantan Timur    | Oost-Kalimantan        | provincie            | ID-KA    |
| ID-KU | Kalimantan Utara    | Noord-Kalimantan       | provincie            | ID-KA    |
| ID-ML | Maluku              | Molukken               | geografische eenheid |          |
| ID-MA | Maluku              | Molukken               | provincie            | ID-ML    |
| ID-MU | Maluku Utara        | Noord-Molukken         | provincie            | ID-ML    |
| ID-NU | Nusa Tenggara       | Kleine Soenda-eilanden | geografische eenheid |          |
| ID-BA | Bali                |                        | provincie            | ID-NU    |
| ID-NB | Nusa Tenggara Barat | West-Nusa Tenggara     | provincie            | ID-NU    |
| ID-NT | Nusa Tenggara Timur | Oost-Nusa Tenggara     | provincie            | ID-NU    |
| ID-PP | Papua               | Westelijk Nieuw-Guinea | geografische eenheid |          |
| ID-PA | Papua               | Papoea                 | provincie            | ID-PP    |
| ID-PB | Papua Barat         | West-Papoea            | provincie            | ID-PP    |
| ID-SL | Sulawesi            |                        | geografische eenheid |          |
| ID-GO | Gorontalo           |                        | provincie            | ID-SL    |
| ID-SR | Sulawesi Barat      | West-Sulawesi          | provincie            | ID-SL    |
| ID-SN | Sulawesi Selatan    | Zuid-Sulawesi          | provincie            | ID-SL    |
| ID-ST | Sulawesi Tengah     | Midden-Sulawesi        | provincie            | ID-SL    |
| ID-SG | Sulawesi Tenggara   | Zuidoost-Sulawesi      | provincie            | ID-SL    |
| ID-SA | Sulawesi Utara      | Noord-Sulawesi         | provincie            | ID-SL    |
| ID-SM | Sumatera            | Sumatra                | geografische eenheid |          |
| ID-AC | Aceh, nanggroe      | Atjeh                  | autonome provincie   | ID-SM    |
| ID-BE | Bengkulu            |                        | provincie            | ID-SM    |
| ID-JA | Jambi               |                        | provincie            | ID-SM    |
| ID-BB | Bangka-Belitung     |                        | provincie            | ID-SM    |
| ID-KR | Kepulauan Riau      | Riau-archipel          | provincie            | ID-SM    |
| ID-LA | Lampung             |                        | provincie            | ID-SM    |
| ID-RI | Riau                |                        | provincie            | ID-SM    |
| ID-SB | Sumatera Barat      | West-Sumatra           | provincie            | ID-SM    |
| ID-SS | Sumatera Selatan    | Zuid-Sumatra           | provincie            | ID-SM    |
| ID-SU | Sumatera Utara      | Noord-Sumatra          | provincie            | ID-SM    |